# Стефан Тошев (революционер)
 Тази статия е за българския революционер.  За генерала вижте Стефан Тошев.  
Стефан Георгиев Тошев е български юрист и революционер, деец на Вътрешната македоно-одринска революционна организация, пръв кмет на Василико (Царево) след освобождението на града в 1912 година.

## Биография
Стефан Тошев е роден на 23 април 1883 година в град Кратово, тогава в Османската империя. В 1903 година завършва с осемнадесетия випуск Солунската българска мъжка гимназия. Приятел и съратник на Павел Шатев и Даме Груев. Стефан Тошев е един от участниците в подготовката на Солунските атентати, след които за кратко е арестуван. През 1904 година учителства в Кратово и същевременно е член на Кратовския околийски комитет на ВМОРО. По-късно следва химия в Женева, Швейцария. През 1909 година се завръща в Македония, но е преследван от турските власти и по указание на ВМОРО се мести в Одринска Тракия. Тук Тошев преподава в Българската девическа гимназия в Одрин, а след това в Лозенград, Малко Търново и на други места. Жени се за Елена Берберова от Малко Търново. Става началник на пограничния пункт на ВМОРО в Алан Кайряк.
В 1907 година е приет без изпит като слушател в новооткритото юридическо училище Хукук мектеби в Солун.
При избухването на Балканската война в 1912 година е доброволец в Македоно-одринското опълчение и служи във 2-ра рота на Лозенградска партизанска дружина. Назначен е за председател на Временната тричленна общинска комисия във Василико от командира на дружината Михаил Герджиков на 9 октомври 1912 година и остава на поста до 1914 година с прекъсване поради участието му в Междусъюзническата война. След войната записва право в Софийския университет. Участва в Първата световна война.
Завършва образованието си в Софийския университет през 1920 година. Поставя началото на гимназиалното образование в Малко Търново през учебната 1920-1921 година. Събира народни песни от Странджанско. Радетел е на кооперативното дело в Странджа и сътрудник на вестник „Горянин“. Работи като съдия и е избран за председател на Районния съд в Малко Търново, където умира на 12 октомври 1930 година.
Петко Росен си спомня за него:
| „ | Мой спътник беше черноокият левент и харамия Стефан Тошев, винаги носещ със себе си задушевната красота на аристократ. Роден в най-пустия град на Македония - Кратово, гдето се раждат само корави като скалите му души, той бе един психологически парадокс - най-меката душа, каквато досега не съм усещал. | “ |